# 6686 Hernius
6686 Hernius este un asteroid din centura principală de asteroizi.

## Descriere
6686 Hernius este un asteroid din centura principală de asteroizi. A fost descoperit pe 22 august 1979 la Observatorul La Silla de Claes-Ingvar Lagerkvist. El prezintă o orbită caracterizată de o semiaxă mare de 2,95 ua, o excentricitate de 0,10 și o înclinație de 2,4° în raport cu ecliptica.